# 6646 Churanta
6646 Churanta eller 1991 CA3 är en asteroid i huvudbältet som upptäcktes 14 februari 1991 av den amerikanske astronomen Eleanor F. Helin vid Palomar-observatoriet. Den är uppkallad efter modern till astronomen Klym Tjurjumov, poeten Antonina Tjurjumova.
Asteroiden har en diameter på ungefär två kilometer och den tillhör asteroidgruppen Hungaria.